# مارسيلينيو ماكادو
مارسيلينيو ماكادو (بالبرتغالية: Marcelinho Machado) مواليد 12 أبريل 1975، هو لاعب كرة سلة برازيلي يلعب مع فريق فلامينغو ريغاتاس في الدوري البرازيلي لكرة السلة ويحمل الرقم 4. يبلغ طوله 6 قدم 7 بوصة (2.0 م).

## فرق لعب لها
- نادي فلومينينسي
- بوتافوغو ريغاتاس
- نادي فلومينينسي

## الميداليات
| الميدالية | المسابقة                             |
| --------- | ------------------------------------ |
| فضية      | بطولة أمم الأمريكتين لكرة السلة 2001 |
| ذهبية     | بطولة أمم الأمريكتين لكرة السلة 2005 |
| ذهبية     | بطولة أمم الأمريكتين لكرة السلة 2009 |
| فضية      | بطولة أمم الأمريكتين لكرة السلة 2011 |

## روابط خارجية
- مارسيلينيو ماكادو على موقع الاتحاد الدولي لكرة السلة (الإنجليزية)
- مارسيلينيو ماكادو على موقع الدوري الأوروبي لكرة السلة (الإنجليزية)
- مارسيلينيو ماكادو على موقع كرة السلة الأوروبية.كوم (الإنجليزية)
- مارسيلينيو ماكادو على موقع ريلجم (الإنجليزية)
- مارسيلينيو ماكادو على موقع بروبوليرز (الإنجليزية)
- مارسيلينيو ماكادو على موقع سبورتس رفرنس (الإنجليزية)
- مارسيلينيو ماكادو على موقع أوليمبيديا (الإنجليزية)